# آلفاکروناویروس
آلفاکروناویروس (نام علمی: Alphacoronavirus) نام یک سرده از خانواده کروناویریدهاست.Alphacoronaviruses (Alpha-CoV) اولین از چهار جنس ، آلفا - ، بتا- ، گاما- و Deltacoronavirus در زیرخانواده Coronavirinae از خانواده Coronaviridae است . کورو ویروسی ها ویروس RNA پاکت دار ، حس مثبت ، تک رشته ای هستند که شامل هر دو گونه انسان و جنون می شود. در این زیر خانواده ، ویروس ها دارای ویروس های کروی با پیش بینی های سطح کلوپ و پوسته هسته ای هستند. این نام از تاج لاتین به معنای تاج است که توصیف کننده ی جلوه های دیده شده در زیر میکروسکوپ الکترونی است که شبیه یک تاج خورشیدی است. این جنس حاوی مواردی است که قبلاً کروناویروسهای فیللوگروپ 1 در نظر گرفته شده بودند.
هر دو نوع آلفا - و Betacoronavirus از استخر ژن خفاش فرود می آیند.